# Manix
Pour l’article ayant un titre homophone, voir Mannix.
 (juillet 2011).
Si vous disposez d'ouvrages ou d'articles de référence ou si vous connaissez des sites web de qualité traitant du thème abordé ici, merci de compléter l'article en donnant les références utiles à sa vérifiabilité et en les liant à la section « Notes et références ».
 (février 2012).
Manix est un fabricant de préservatifs fondé en France en 1986 et appartenant à LifeStyles Healthcare depuis 2017.

## Historique
- 1986, création de la marque Manix[2] par les laboratoires DEGAN, Les Arcs-sur-Argens, Var, France.

- 1995, Ansell fait l’acquisition des laboratoires DEGAN et devient ainsi propriétaire de la marque Manix.

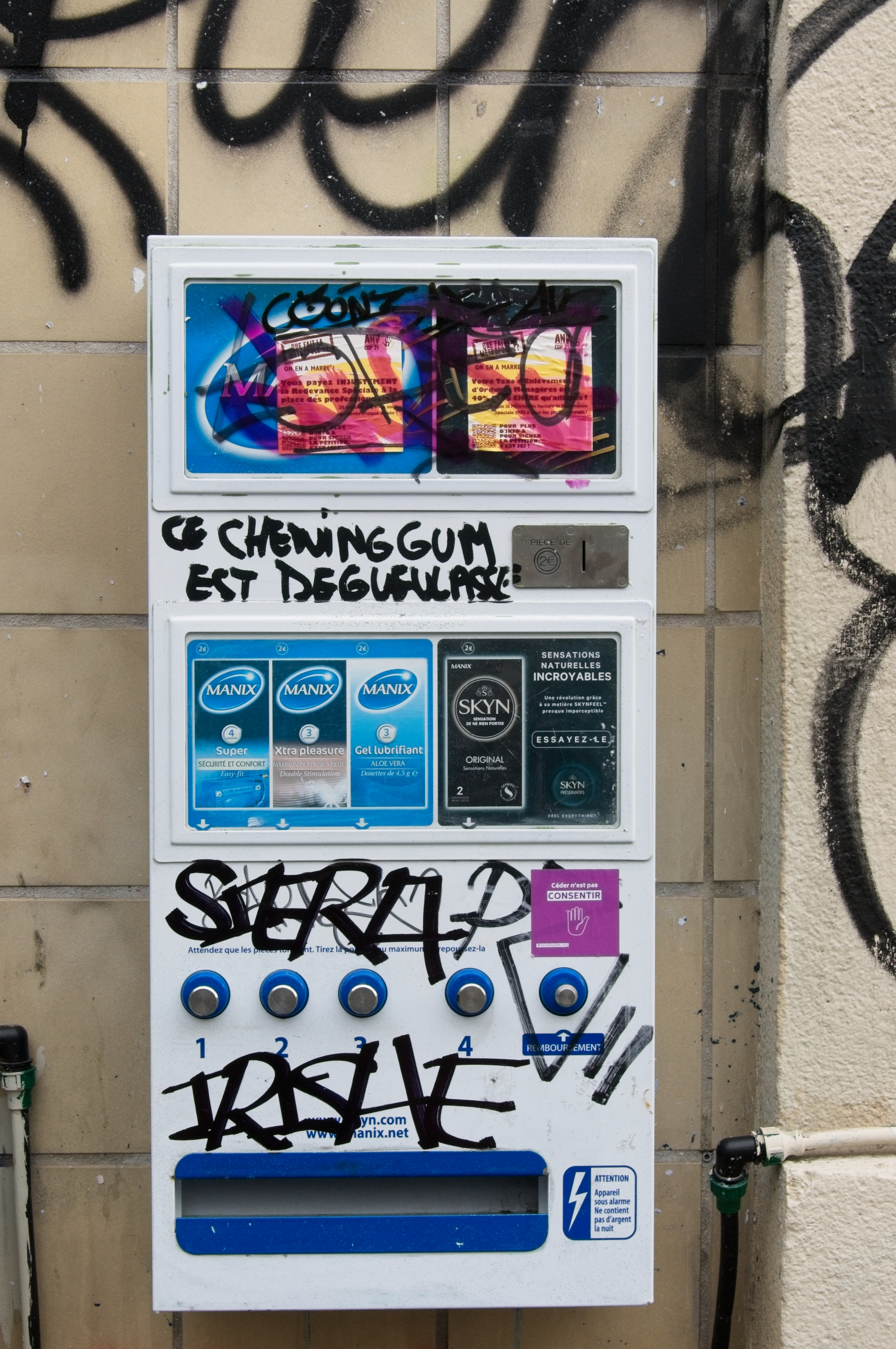
Un distributeur de préservatifs Manix à Marseille en 2024

- Un distributeur de préservatifs Manix à Marseille en 20241996, la marque commence à se développer en grandes surfaces et lance ses premières campagnes publicitaires[3], sur un ton qui se veut humoristique avec l'intention déclarée de déculpabiliser les utilisateurs et les acheteurs. Le premier film publicitaire Manix (« L'empreinte ») est primé d’un Lion d'or au Festival international de la créativité (Cannes Lions)[4].

- 2006, Manix accélère son déploiement international. Déjà présent dans la plupart des pays francophones, Manix est alors lancé en Chine, en Australie et en Grèce.

- 2009, Manix lance Skyn, un préservatif en Sensoprène (une matière qu'ils annoncent sur leur pack comme imperceptible et qui restituerait la sensation de ne rien porter).

- 2011, le magazine 60 Millions de consommateurs teste la fiabilité des préservatifs en France. Le numéro 1 est un Manix[5].
- 2017, Ansell vend la division comprenant Manix à LifeStyles Healthcare[6], un consortium formé par Humanwell Healthcare & Citic Capital[7].
- 2018, LifeStyles Healthcare (Manix, Skyn) est, avec 26 % de part de marché du bien-être sexuel[8], le deuxième acteur en France.
- 2022, LifeStyles Healthcare est acquis par Linden Capital Partners[9], une société de capital-investissement basée à Chicago et axée exclusivement sur le secteur des soins de santé[10].